# 佩特灣
60°43′S 45°10′W / 60.717°S 45.167°W
佩特灣是南極洲的海灣，位於南奧克尼群島的科羅內申島東岸，處於斯彭斯港以南0.9公里，該海灣在1821年被繪入地圖，現時由南極條約體系管理。